# Pindjour

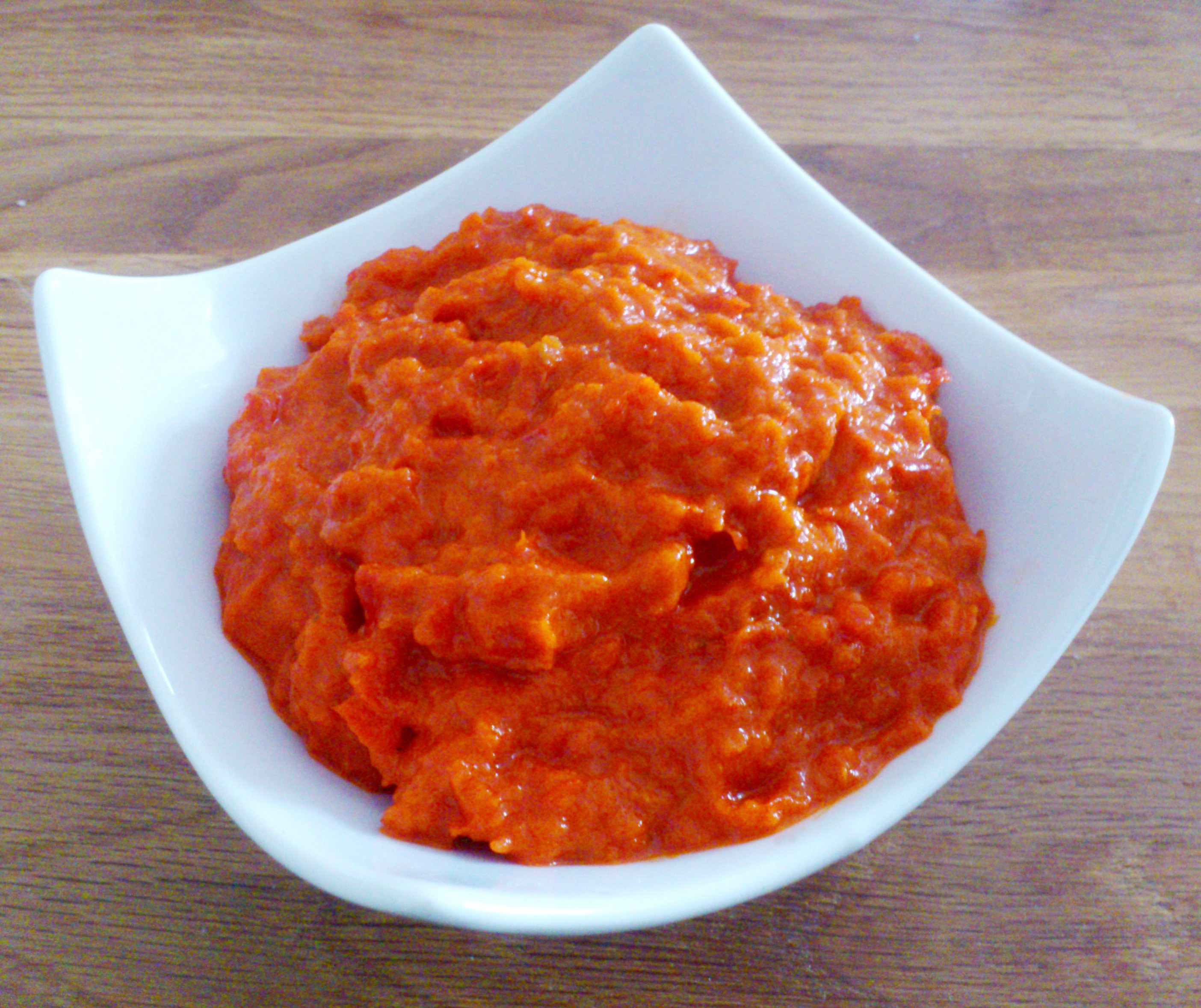
Du pindjour.

Le pindjour, ou pindjur (en macédonien : пинџур ; en serbe en écriture cyrillique : пинђур ; en serbo-croate : pinđur), est un condiment à base de légumes, venant du centre des Balkans.
C'est une préparation culinaire proche de la lutenica et de l’ajvar, mais faite essentiellement à base d'aubergines. Dans certaines parties du centre des Balkans, les mots sont interchangeables. Le pindjour contient, traditionnellement, des aubergines, des tomates, des oignons, de l'huile végétale, des piments (variété corne de bœuf), de l'ail, du sel et du sucre. Les poivrons et les piments sont d'abord cuits, puis les autres composants sont ajoutés ; le tout est haché et cuit.